# ヤギ肉

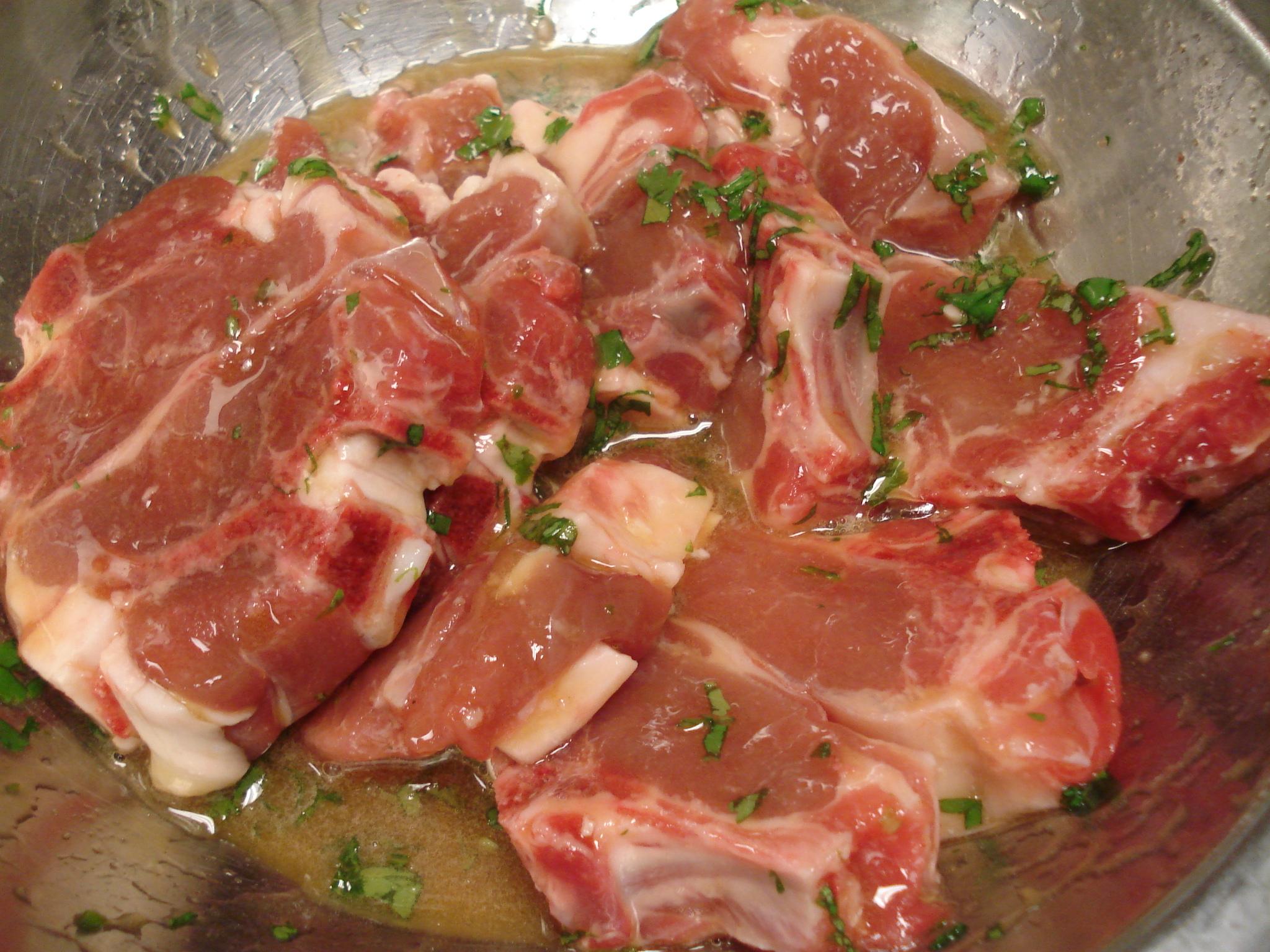
生のヤギ肉

ヤギ肉（ヤギにく）は、家畜ヤギの肉である。

## 用語

### 英語
英語で成獣のヤギの肉はchevon（シェボン）、若齢の肉はcapretto（カプリット）、cabrito、またはkidと呼ばれることが多い。英語の "goat" という単語はありふれているため、生産者や流通業者は、フランス語で山羊を表すchèvre（シェーブル）に羊肉のマトン（mutton）の語尾を付けたchevonという語を好む。米国における市場研究でも、"goat meat" よりも "chevon" という語の方が、より消費者に受け入れられることが示唆されている。
スペイン語およびポルトガル語由来の "cabrito" という語は、特に若い乳飲みヤギを表すのに用いられる。インド、パキスタン、ネパール、スリランカ、バングラデシュ等のアジアの一部の国では、"mutton"という語で羊肉とヤギ肉の両方を表すことがあるが、この語は、イギリス、米国、オーストラリアやその他の英語圏では、ヒツジ成獣の肉を指す。

### 日本語
日本の在来種については、15世紀頃に東南アジアから持ち込まれた小型山羊が起源とされる。日本ザーネン種については明治以降に欧米より輸入された。16世紀末の琉球王国や九州では、既に家畜化されていたようである。また、シバヤギは、キリシタン部落と呼ばれた集落で飼われ、隠れキリシタンの貴重な食料源となっていたとされる。
しかし本土ではヤギ肉を食べることは一般的ではなかったことから、猪肉、鹿肉、馬肉、および鶏肉に対する「牡丹」、「紅葉」、「桜」、および「柏」のような異名はない。
日本の一部では、ヤギ肉をシェーブルミートと呼ぶ普及活動がある。

## 料理

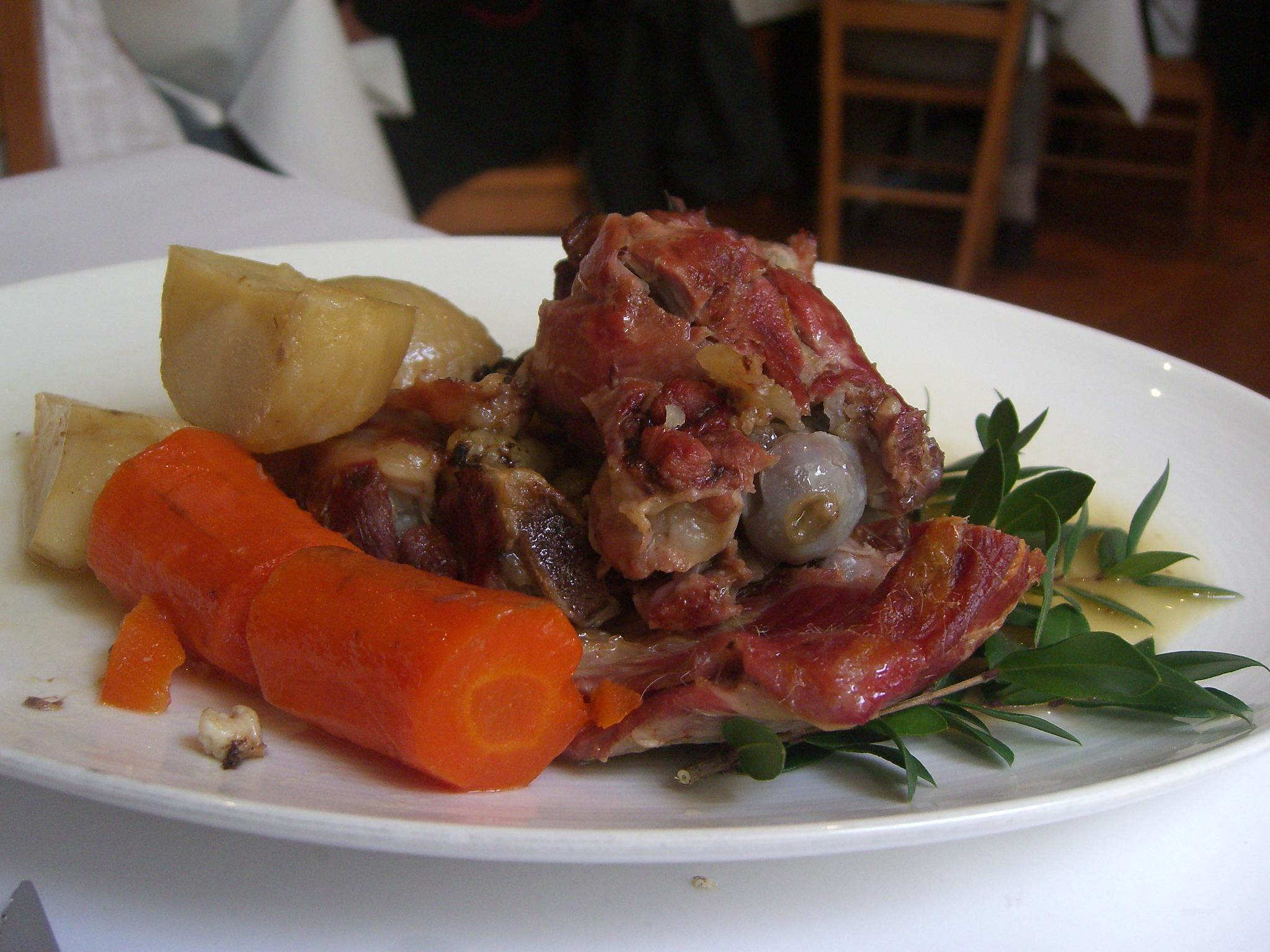
子ヤギのロースト

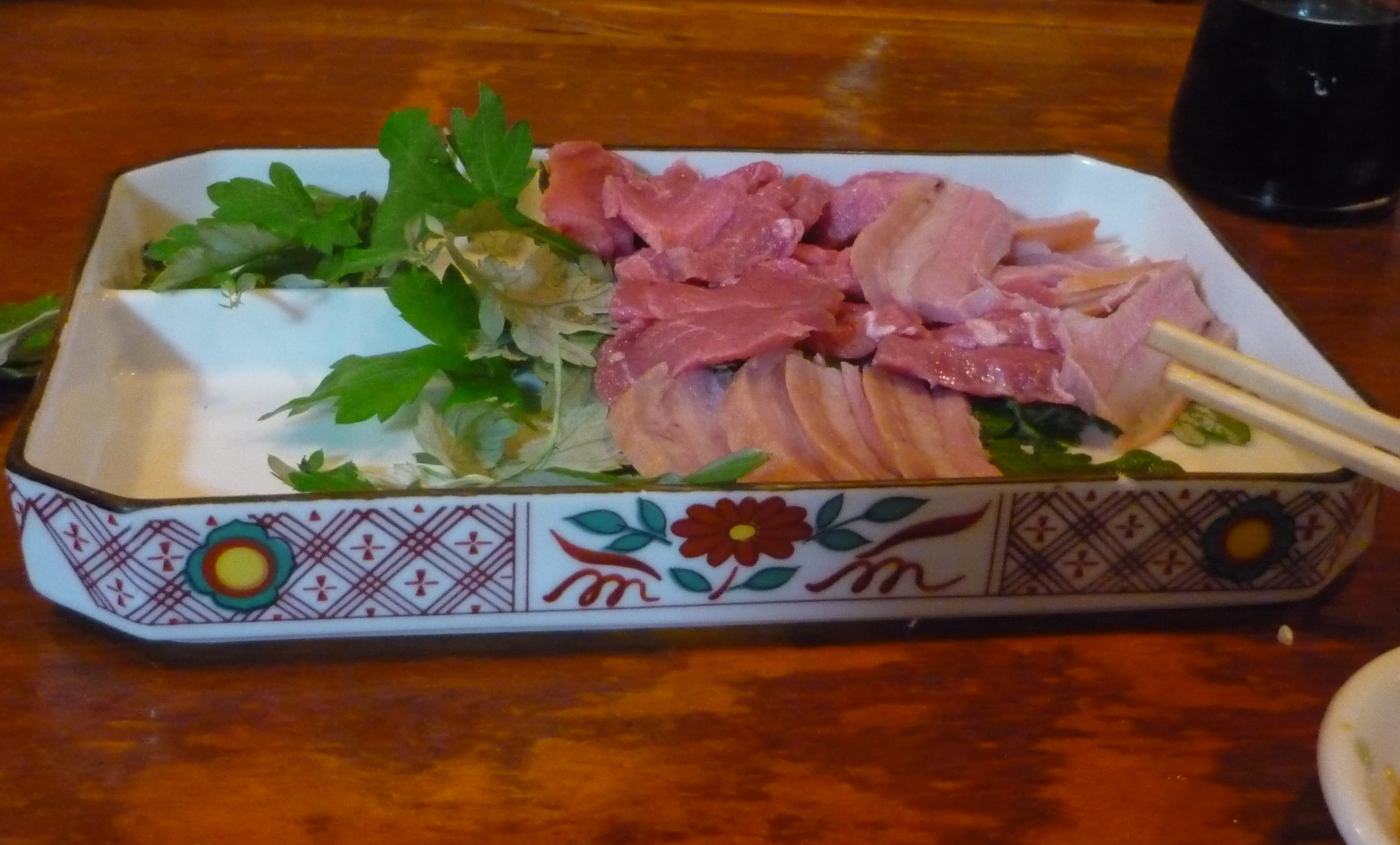
沖縄料理の、ヤギ肉の刺身。フーチバ（ヨモギ）の葉を薬味に用いる

ヤギは、アフリカ、アジア、南/中央アメリカが主な生産地であり、また若干のヨーロッパ料理でも食材として使われている。一方、北アフリカ、中東、インド、インドネシア、ネパール、パキスタン、メキシコ、カリブ（ハイチ）等では、料理にヤギ肉を用いることで有名である。メキシコのヌエボ・レオン州モンテレイでは、乳飲みヤギの肉Cabritoが非常によく食べられる。これはイタリアでは、caprettoと呼ばれる。
ヤギ肉は、歴史的にはアメリカ、カナダ、北ヨーロッパの料理では一般的でなかったが、他の肉よりもヤギ肉を好むアジアやアフリカからの移民向け等、ニッチな市場では人気が高まっている。2011時点で、アメリカ合衆国内で屠殺されるヤギの数は、ここ30年、10年ごとに倍増し、毎年100万頭近くになっている。過去、西洋におけるヤギ肉の流通はエスニック市場に留まっていたが、特にニューヨークやサンフランシスコ等の都市では、現在ではいくつかの高級レストランでも扱われている。テキサス州ブレイディーでは、1973年以来毎年、ヤギ肉バーベキューの世界選手権を行っている。
ヤギ肉は牛肉と比べ、香りが強く甘味は少ないが、ラムよりは若干甘い。シチュー、カレー、グリル、バーベキュー、ミンチ、缶詰、フライ、ソーセージ等、様々な調理法がある。ジャーキーにする場合もある。沖縄県では、薄くスライスして刺身でも食べられる。インドでは、ビリヤニをヤギ肉で作ると、豊かな味になる。インド系カリブ人の間ではヤギカレーは伝統的な食事である。西ベンガル州では、コシャ・マングショやレザーラ等の伝統料理は、去勢ヤギ肉である "Khashi" から作られ、豊かでやわらかなな味になり、野性味は少なくなる。インドネシアでは、ヤギ肉はサテ・カンビンとして串焼きにしたり、スプ・カンビン、グライ・カンビンとしてスープカレーにしたりしてよく食べられる。
ヤギ肉はネパールでもよく食べられ、国で最大の祭であるダサインでは、去勢ヤギ (Khashi-ko-masu) と非去勢ヤギ (Boka-ko-masu) の両方が生贄として捧げられる。胃から作るBhutun、血液から作るRakhti、肝臓と肺から作るKarji-marji、脚 (Khutti) のスープ等、全ての可食部を用いた様々な料理が存在する。Sukutiはジャーキーの一種であり、Sekuwaはロースト肉でしばしば酒の肴として食べられる。これらに加え、一部の地域では、モモ、トゥクパ、炒麺等にも用いられる。タス (Taas) は、特にチトワン郡で人気のある揚げたヤギ肉料理である。
カブリトは、メキシコ、ペルー、ブラジル、アルゼンチン等のラテンアメリカ各国で食べられる、ゆっくりローストしたヤギ肉である。メキシコ料理では、血液でヤギ肉を煮込んだフリターダやトマトとスパイスのソースで煮込んだカブリト・エントマタードという料理がある。イタリア南部、ギリシア、ポルトガルでは、イースターの祝いにローストしたヤギ肉を食べる（イタリアでは、牛肉の代わりに、ボロネーゼやラザニアにヤギのひき肉を用いる）。ポルトガル北部では、クリスマスにもヤギ肉を食べる。
アフリカでは、タンザニアのチャガ族が祝い事の際に内臓を抜いたヤギを丸焼きにする伝統が数百年も続いているが、結婚式の際には、ヤギよりもウェディングケーキが好まれるようになってきている。
大韓民国では黒山羊のエキスが食べられている。
日本においては、南西諸島以外ではあまり馴染みがないが、沖縄県ではヤギは沖縄本島等でヒージャー、宮古島でピンザ、多良間島でピンダと呼ばれ、郷土料理である沖縄料理に一般的に用いられ、汁物（山羊汁）や刺身（山羊刺し）として食べられる。特に睾丸の刺身は珍重される。沖縄と同様に鹿児島県の奄美料理（奄美群島の奄美大島、徳之島、喜界島など。）やトカラ列島などでも年越しや祝いの席の御馳走として振る舞われる。喜界島には、ヤギ肉を血液、野菜ともに炒める「からじゅうり（唐料理）」という炒め物がある。

## 特徴

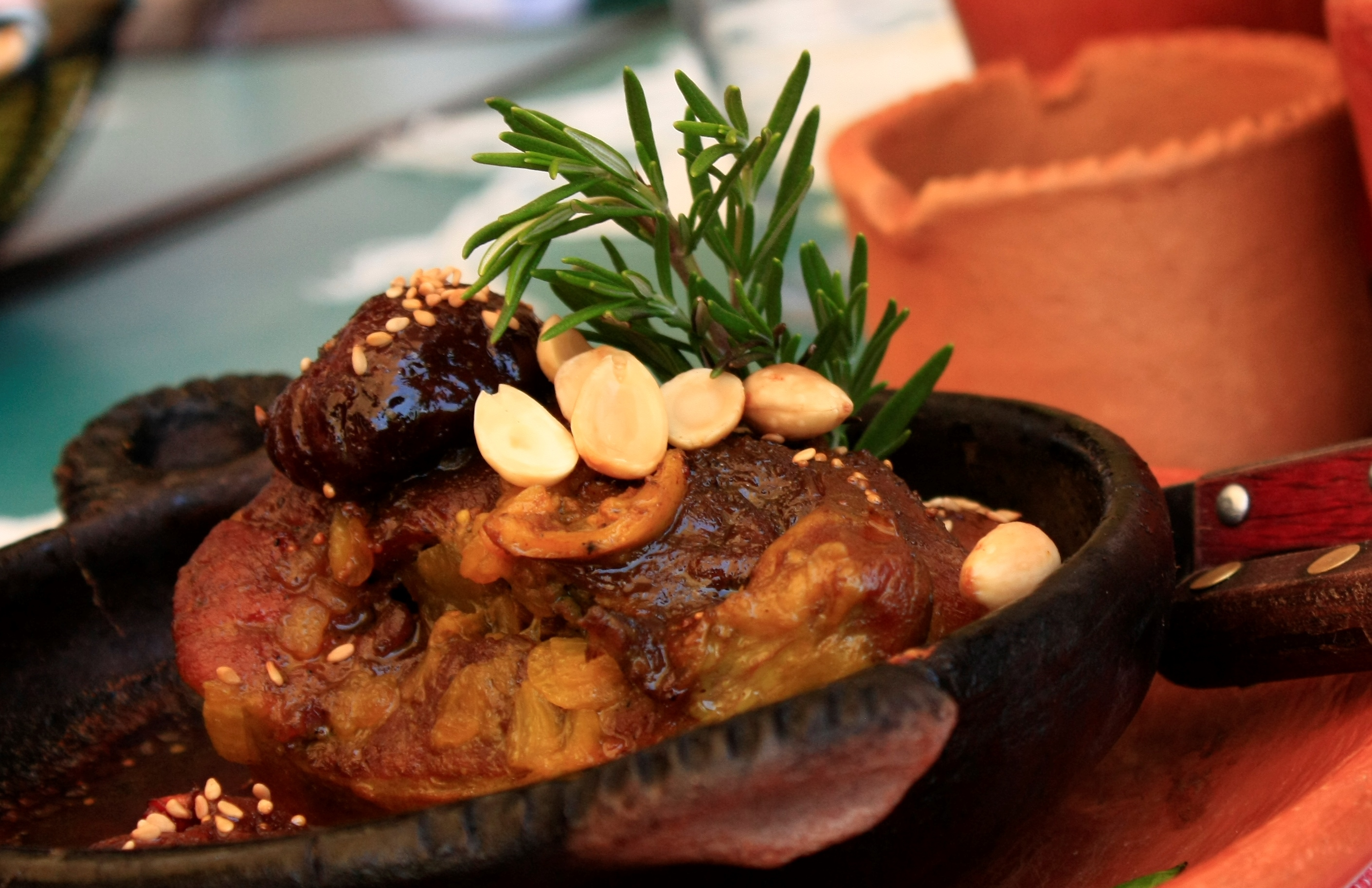
ヤギ肉のタジン

ヤギ肉は、野性味が強いと言われるが、生育環境と調理法によってはやわらかな味になりうる。カリブの文化ではより野生味のある成獣のヤギ肉を好むが、他の文化では、6－9か月の子ヤギの肉を好むところもある。リブ、ロイン、テンダーロインは素早く調理するのに適しており、その他の部分はじっくり煮込むのに適している。赤肉に分類されるが、より痩せており、コレステロール、脂肪、タンパク質はラムや牛肉よりも少なく、牛肉や鶏肉よりもカロリーが少ない。そのため、柔らかさや肉汁を保つために低温でゆっくり調理する必要がある。
栄養
| 栄養素              | ヤギ肉 | 鶏肉 | 牛肉 | 豚肉 | 子羊 |
| カロリー            | 122    | 162  | 179  | 180  | 175  |
| 脂肪 (g)            | 2,6    | 6,3  | 7,9  | 8,2  | 8,1  |
| 飽和脂肪酸 (g)      | 0,79   | 1,7  | 3    | 2,9  | 2,9  |
| タンパク質 (g)      | 22     | 25   | 25   | 25   | 24   |
| コレステロール (mg) | 63,8   | 76   | 73,1 | 73,1 | 78,2 |
| ------------------- | ------ | ---- | ---- | ---- | ---- |

## 生産
ヤギはウシと比べて、飼料の消費が少ない。1エーカー（約4000 m2）の牧草地で育てられる肉牛が2匹なのに対し、ヤギは10匹以上を飼育できる。一方で、1匹のヤギから取れる肉の量はウシやブタよりもかなり少なく、40ポンド（約18 kg）程度である。このため、肉の量という観点からは、コストが高い家畜である。なお、小笠原諸島などのように食用としてヒトが外部から持ち込んだヤギによって、島の植生が大打撃を受けた事例もある。

## 消費の歴史

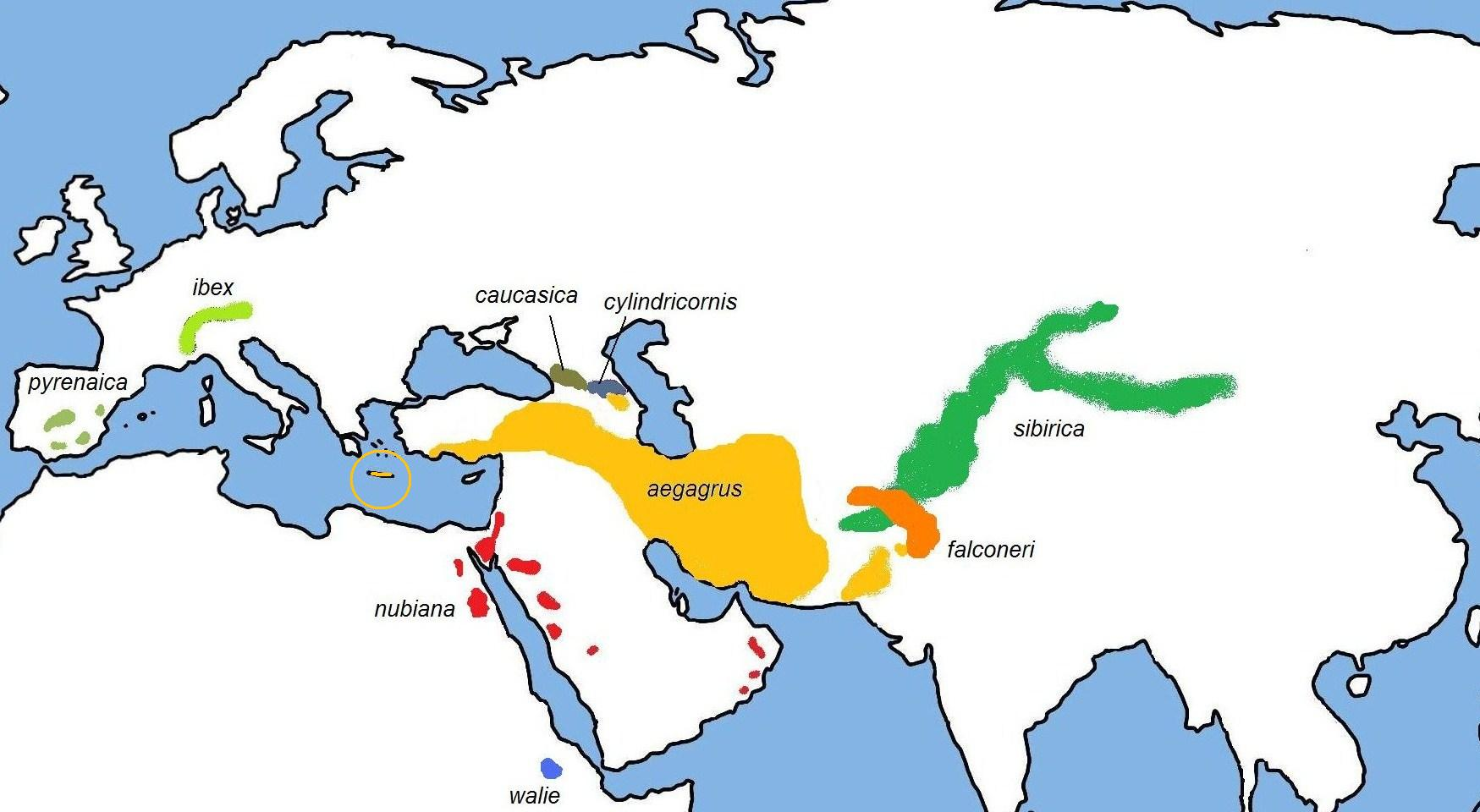
ヤギ属の生息域分布を示す図。黄土色が家畜ヤギの祖先種であるC. aegagrus。

家畜ヤギの肉の消費の歴史は、家畜ヒツジの肉の消費の歴史と同じくらいに古く、ほとんどの考古学者が（2007年時点）、ヤギとヒツジの家畜化が始まったのと同時に、前9千年紀半ば（PPNB前期）に、南東アナトリアのタウルス山脈南麓で始まったと考えている。ただし、家畜化が食用肉の取得ではない別の動機、例えば、乳や獣毛の取得にあった場合はこれより遅い可能性はある。ヤギ家畜化の中心地については、タウルス山脈南麓説のほかには、中心地が複数にあり、例えば、家畜ヤギの祖先種である野生のヤギ（Capra aegagrus）の生息域であるザグロス山脈西部もそのうちの1つであるとする説もある。しかし、分子生物学的手法に基づく研究でも、在地の Capra aegagrus が分布しているコーカサスですら、タウルス山脈南麓かザグロス山脈西部で家畜化された家畜ヤギが、前8千年紀に人為的に移入されたと想定されている。
西アジア各地の遺跡から出土した、古代の人類がゴミとして捨てたヤギの骨の調査に基づくと、ヤギ肉の消費量は、PPNB後期初頭（前7,500～前7,300年頃）までは、家畜ヤギより野生ヤギの方が多かった。それでもヤギの家畜化は進展し、PPNB後期末（前7,000年頃）になると、本来は野生ヤギのいなかった地域にまで、東西は地中海沿岸からザグロス山脈まで、南北はタウルス山脈からネゲヴ地方まで広がる西アジアに広がった。
前4世紀ごろの古代ギリシアの医者、ヒポクラテスが著したとされる著作『急性病の摂生法について』には、ヤギ肉がウシ肉よりも「軽く」「消化によい」と書かれている。前1世紀の古代ローマの詩人、ウェルギリウスの『農耕詩』には、ブドウ酒の神（バッコス）に捧げる犠牲について歌った部分があり、ヤギ肉をハシバミの枝の串に刺し、炙り焼き（ロースト）にする調理法が紹介されている。

## 関連文献
- "Gourmet goat debuts in metro", by Tom Perry, Metromix Des Moines, July 9, 2008